# Nestotus macleanii
Nestotus macleanii là một loài thực vật có hoa trong họ Cúc. Loài này được (Brandegee) "R.P.Roberts, Urbatsch & Neubig" mô tả khoa học đầu tiên năm 2005.